# Korsmässa

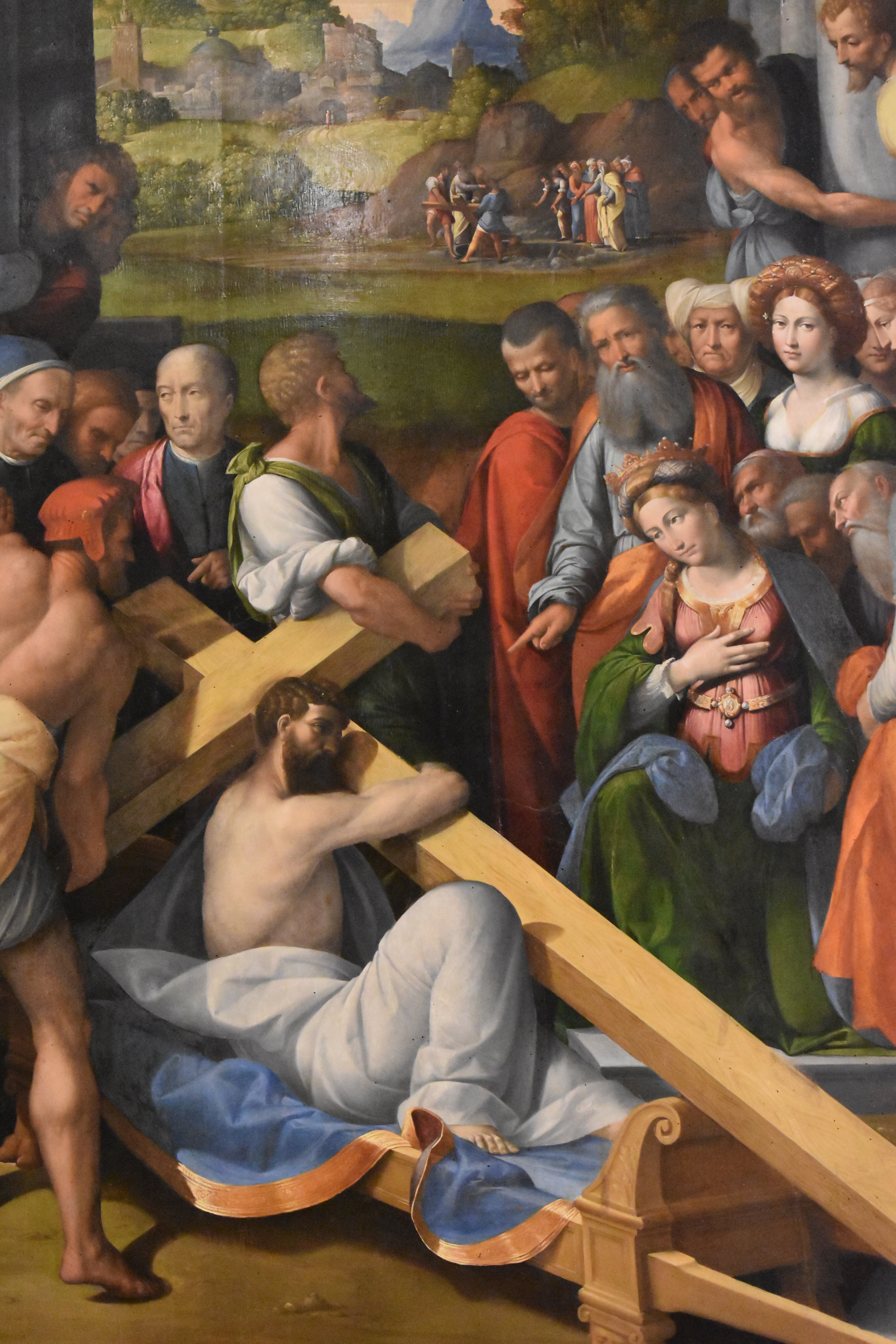
Det heliga korsets återfinnande. Målning av Benvenuto Tisi da Garofalo från år 1536.

Korsmässa kallades, fram till 1901, två dagar i den svenska almanackan. Den 3 maj firade man det heliga korsets återfinnande enligt en legend och den 14 september det heliga korsets upphöjelse, det vill säga minnet av att kejsar Herakleios år 628 återerövrade korset från perserna och på nytt reste det på Golgata.
Båda korsdagarna härleds till fromma legender och var helgdagar tills en helgdagsreduktion genomfördes 1571. Korsmässorna var viktiga dagar i det gamla bondesamhället. Mycket skrock anslöt också, som att under korsmässan den 14 september ansågs svalorna fara iväg och potatisen borde tas upp ur marken. I Halland hette det att alla grindar och dammar skulle öppnas.